# 庵谷行亨
庵谷 行亨（おおたに ぎょうこう、1949年 - ）は、日蓮宗僧侶・仏教学者。立正大学仏教学部元教授。身延山大学仏教学部特任教授。

## 人物
京都府出身。1971年立正大学仏教学部宗学科卒、1976年同大大学院文学研究科仏教学専攻博士後期課程単位取得満期退学。 1997年「日蓮聖人教学における観心の研究」で文学博士。立正大学仏教学部助手、講師、助教授、教授。宗長寺住職。

## 著書
- 『日蓮聖人教学研究 受持論』山喜房仏書林 1984
- 『法華経信仰の世界 生命の証』山喜房佛書林 1986
- 『日蓮聖人教学の基礎 1 (日蓮教学の本質と課題・日蓮聖人の思想系譜)』山喜房仏書林 1989
- 『日蓮聖人教学の基礎 2 (日蓮聖人の法華経観)』山喜房仏書林 1989
- 『日蓮聖人教学の基礎 3-4 (日蓮聖人の教義)』山喜房仏書林 1990-91
- 『日蓮聖人の教えと現代社会』山喜房仏書林 1993
- 『日蓮聖人の宗教世界』山喜房仏書林 1993
- 『日蓮聖人教学基礎研究』山喜房仏書林 1994
- 『日蓮聖人のこころ 生命の輝き』日蓮宗新聞社 1998
- 『法華信仰の道 一筋のひかり』日蓮宗新聞社 1998
- 『日蓮聖人の観心論』山喜房佛書林 1999
- 『誰でもわかる法華経』大法輪閣 2000
- 『日蓮聖人の教え』山喜房佛書林 2012
- 『『勧心本尊抄』の世界』上巻 日蓮宗新聞社 2022

### 共編著・監修
- 『日蓮宗』渡辺宝陽共著 大法輪閣 わが家の宗教 1984
- 『開目抄 傍訳日蓮聖人御遺文』渡辺宝陽監修 高森大乗共編著 四季社 2001
- 『知っておきたい日蓮宗 宗派の教えと仏事のいっさいがわかる』監修 日本文芸社 わが家の宗派シリーズ　2003
- 『報恩抄ノート』関戸堯海共監修 京都日蓮宗青年会編著 東方出版 2007
- 『日蓮宗 日本人として心が豊かになる仏事とおつとめ』監修 青志社 2008

## 論文
- Cinii